# Aan het Nederlandsche volk
Aan het Nederlandsche volk was een verzetsblad uit de Tweede Wereldoorlog, dat vanaf juni 1941 tot 8 september 1941 in Eindhoven werd uitgegeven. Het blad verscheen dagelijks. Het werd getypt en de inhoud bestond voornamelijk uit algemene artikelen.
AAN HET NEDERLANDSCHE VOLK was de aanhef van een serie illegale oproepen, waarvan de eerste editie verscheen in de zomer van 1941. Een CPN-groep, actief in Eindhoven, ging zelfstandig een aantal pamfletten uitgeven, waarin vooral werd opgeroepen tot sabotage van de Duitse maatregelen. Het verschijnen van de oproepen eindigde toen de groep op 8 september 1941 als gevolg van verraad, werd opgerold.